# Phoma solieri
Phoma solieri är en lavart som först beskrevs av Jean François Montagne, och fick sitt nu gällande namn av Pier Andrea Saccardo 1879. Phoma solieri ingår i släktet Phoma, ordningen Pleosporales, klassen Dothideomycetes, divisionen sporsäcksvampar och riket svampar.   Inga underarter finns listade i Catalogue of Life.